# Пьянков, Василий Петрович
Василий Петрович Пьянков (1923, Алтайский край — 11 марта 1945) — командир орудия 66-го отдельного истребительно-противотанкового дивизиона, сержант — на момент представления к награждению орденом Славы 1-й степени.

## Биография
Родился в 1923 году в селе Нижняя Каянча (ныне Алтайского района Алтайского края). Образование среднее. Работал на золотых приисках в Нижней Каянче.
В марте 1942 года призван в Красную Армию Алтайским райвоенкоматом. С того же времени на фронте. Воевал на Ленинградском, 2-м Белорусском фронтах наводчиком, командиром орудия 66-го отдельного истребительно-противотанкового дивизиона 90-й стрелковой дивизии. Член ВКП с 1944 года.
14 июня 1944 года при прорыве обороны противника в 5 км северо-западнее поселка Ушково Ленинградской области наводчик орудия младший сержант Пьянков прямой наводкой разбил дзот, пулеметную точку, истребил до 10 пехотинцев.
Приказом от 18 июня 1944 года младший сержант Пьянков Василий Петрович награждён орденом Славы 3-й степени.
17 сентября 1944 года в районе населенного пункта Айнажи сержант Пьянков артиллерийским огнём подавил 3 пулеметные точки, вывел из строя минометную батарею, поразил свыше 10 противников.
Приказом от 29 сентября 1944 года сержант Пьянков Василий Петрович награждён орденом Славы 2-й степени.
С 14 января по 10 февраля 1945 года в боях в районе города Цеханув, населенного пункта Раковиц командир орудия сержант Пьянков вместе с расчетом истребил свыше 30 противников, захватил 2 орудия, вывел из строя и сжег несколько автомашин с боеприпасами, тягач с артиллерийским орудием, подавил до 10 пулеметных точек. Был представлен к награждению орденом Славы.
Последнюю награду артиллерист получить не успел. Сержант Пьянков погиб в бою в районе города Диршау. Похоронен на месте боя.
Указом Президиума Верховного Совета СССР от 29 июня 1945 года за образцовое выполнение заданий командования в боях с немецко-вражескими захватчиками на завершающем этапе Великой Отечественной войны гвардии старший сержант Пьянков Василий Петрович награждён орденом Славы 1-й степени. Стал полным кавалером ордена Славы.
Награждён орденами Славы 3-х степеней, медалями.
Его именем названа Нижнекаянчинская школа. Имя увековечено на Мемориале Славы в городе Барнауле.